# Pallidol
Pallidol es un dímero de resveratrol. Se encuentra en el vino tinto, en Cissus pallida o en Parthenocissus laetevirens.